# Cucullosporella mangrovei
Cucullosporella mangrovei — вид грибів, що належить до монотипового роду  Cucullosporella.